# Satoru Mizushima
Satoru Mizushima (en japonés 水島総, Kakegawa, Prefectura de Shizuoka, 18 de junio de 1949) es un cineasta japonés y activista de derecha. 

## Estudios
Se graduó de la Universidad de Waseda con especialización en literatura alemana. También es el anfitrión principal de la organización de medios de comunicación japonesa de derecha, Channel Sakura, que mantiene una cuenta de transmisión de YouTube activa "SakuraSoTV". A menudo se le puede ver y oír durante las manifestaciones nacionalistas en Tokio, especialmente durante las protestas contra China. Niega el papel destructivo de Japón en la Segunda Guerra Mundial.

## Largometrajes
En 1988, lanzó su primera película, The Story of the Panda, sobre una mujer japonesa que ayuda a los chinos a criar un panda. En 1992, lanzó su segunda película, Goodbye Heiji, sobre una niña ciega y su perro lazarillo .
En 2007, lanzó La verdad sobre Nanjing, una película japonesa que niega la ocurrencia de la masacre de Nanjing. En 2010 fue uno de los fundadores de Ganbare Nippon.